# Абраам Кретаци

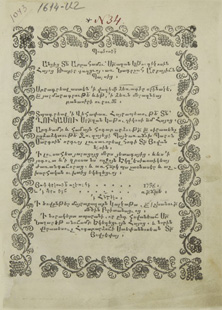
Обложка первого издания «Истории» Абраама Кретаци, 1796 год, Калькутта

Абраа́м Кретаци́ (арм. Աբրահամ Կրետացի, дата рожд. неизв. — ум. 1737) — армянский католикос (1734—1737), историк.

## Биография
Он родился в Кандии на Крите. До принятия католикосата он был монахом Иерусалимской Конгрегации, а с 1709 по 1734 год был главой епархии Текирдаг (Родосто) во Фракии, за что был назван Текирдаг.
В критский период политическая ситуация на Южном Кавказе была нестабильной. В Иране Тахмаз Гули-хан (будущий Надир-шах) отбил утерянные земли Ирана, включая Закавказье, развязав войну против Турции. Авраам III с Крита, завоевав доверие иранского короля Надир-шаха, восстановил права собственности католикосата Эчмиадзина и спас многих армян из плена и ссылки. При посредничестве критянина хан позволил Мелику Акопджану основать банк в Ереване и обрабатывать серебряные и медные монеты.
Авраам III умер в апреле 1737 года в Эчмиадзине и был похоронен там после своего правления.

## Работы
Известен «Историографией» (1-е изд. в Калькутте, 1796), которая содержит интересный материал об ирано-турецких войнах, о политической и экономической жизни Армении и Ирана в 1734—1736 гг., а также о встречах Абраама Кретаци с персидским шахом Надиром.